# Fūr Khorj
Fūr Khorj (persiska: فرح آباد, فورخُری, فُرخُرَج, فور خرج, Faraḩābād) är en ort i Iran.   Den ligger i provinsen Hormozgan, i den sydöstra delen av landet, 1 000 km sydost om huvudstaden Teheran. Fūr Khorj ligger 643 meter över havet och antalet invånare är 315.
Terrängen runt Fūr Khorj är varierad.Runt Fūr Khorj är det ganska glesbefolkat, med 50 invånare per kvadratkilometer. Närmaste större samhälle är Zākīn, 13,7 km nordväst om Fūr Khorj. Trakten runt Fūr Khorj är ofruktbar med lite eller ingen växtlighet.